# Philippe Bussonnet
Philippe Bussonnet  (* um 1976 in Belfort) ist ein französischer Fusionmusiker (E-Bass), der auch unter den Namen Gëhnohr Dügohnn und Philsub auftrat.

## Leben und Wirken
Bussonnet, der als Musiker Autodidakt ist, spielte als Jugendlicher in einem Trio mit James Mac Gaw und Daniel Jeand’heur, das sich sowohl an Rockmusik und Soul als auch an Jazz orientierte. 1995 zog er nach Paris. Christian Vander holte ihn 1996 als Mitglied zu Magma, der französischen Kultband des Zeuhl, in der er bis heute aktiv ist. Auf einigen Magma-Alben wird Bussonnet unter seinem kobaïanischen Pseudonym Gëhnohr Dügohnn geführt. Daneben wirkte er seit Ende der 1990er Jahre gemeinsam mit seinen Magma-Kollegen Emmanuel Borghi und James Mac Gaw sowie Schlagzeuger Daniel Jeand'heur in der Retro-Zeuhlband One Shot, mit der zahlreiche Alben entstanden. Er spielte auch in den Gruppen BBI, Madomko, Gaël Horellous NHX, Seven Indies. Gemeinsam mit Christophe Godin, Médéric Collignon und Franck Vaillant bildete er die Gruppe Wax’In, mit Sänger Sam Kün die Band Welcome-X, die 2019 ihr zweites Album vorlegte. Weiterhin ist er auf Alben von François Thollot, mit Gaël Horellous NHX und mit Guillaume Perret & The Electric Epic zu hören und arbeitete zudem mit Laurent de Wilde, Alex Tassel, Olivier Temime, Sylvain Beuf, Nicolas Folmer und Eric Le Lann.